# Jorge Manicera
Jorge Carlos Manicera Fuentes, ou simplesmente Jorge Manicera (Montevidéu, 4 de novembro de 1938 - Montevidéu, 18 de setembro de 2012), foi um futebolista uruguaio que atuava como zagueiro.

## Carreira

### Nacional
Titular do Club Nacional de Football e campeão nacional em 1963 e 1966.

### Flamengo
Em sua passagem pelo Flamengo entre os anos de 1968 e 1969, Manicera realizou 70 jogos e não marcou gols.
Jorge Manicera jogou a Copa do Mundo de 1966, totalizando 21 partidas com as cores da seleção uruguaia.

## Títulos
- Primera División: 1963 e 1966